# Eumenes americanus
Eumenes americanus (лат.) — вид одиночных ос рода Eumenes из семейства Vespidae.

## Распространение
Северная и Центральная Америка.

## Описание
Желтовато-чёрные осы с тонким длинным стебельком брюшка (петиоль). Длина тела около 1 см. От близких видов отличается желтоватым клипеусом (он почти чёрный у Eumenes smithii) и плотной пунктировкой первого тергита брюшка (редкая пунктировка у Eumenes bequaerti). Вид был впервые описан в 1852 году швейцарским энтомологом Анри де Соссюром. Голени средней пары ног с одной шпорой. Пронотальные кили развиты вдоль всей длины. Эпикнемальный шов отсутствует. Вторая субмаргинальная ячейка переднего крыла сидячая.